# ريتشارد نوريس
ريتشارد نوريس (بالإنجليزية: Richard Norris)‏ هو لاعب هوكي الحقل بريطاني، ولد في 10 ديسمبر 1931 في مومباي في الهند، وتوفي في 25 أغسطس 2012 في بريتوريا في جنوب أفريقيا.

## وصلات خارجية
- ريتشارد نوريس على موقع أوليمبيديا (الإنجليزية)
- ريتشارد نوريس على موقع اللجنة الأولمبية البريطانية (الإنجليزية)